# Lupanga
Lupanga è una circoscrizione rurale (rural ward) della Tanzania situata nel distretto di Ludewa, regione di Njombe. Conta una popolazione di 6 439 abitanti (censimento 2012).